# Notostomus sparsidenticulatus
Notostomus sparsidenticulatus is een garnalensoort uit de familie van de Acanthephyridae. De wetenschappelijke naam van de soort is voor het eerst geldig gepubliceerd in 1986 door Wasmer.